# Salcia (okręg Buzău)
Salcia – wieś w Rumunii, w okręgu Buzău, w gminie Tisău. W 2011 roku liczyła 44 mieszkańców.